# Elton John AIDS Foundation
Elton John AIDS Foundation (EJAF) é uma organização sem fins lucrativos, fundada pelo artista musical Elton John em 1992. Com sedes em Nova Iorque e em Londres, a fundação tem como propósito o apoio na inovação à prevenção ao HIV, bem como a execução de programas educativos e serviços de tratamento à pessoas que já vivem com o vírus. A inspiração para sua criação deu-se após a morte de Ryan White e Freddie Mercury, ambos diagnosticados com a doença. Desde a sua criação, a organização já levantou cerca de 300 milhões de dólares e possuí programas em cinquenta países. Além disso, é celebrada uma festa organizada para arrecadar fundos à fundação, ocorrendo anualmente após a entrega dos Prêmios da Academia.
Em 2025, a Fundação foi declarada uma organização indesejável na Rússia.